# 吳漳
吳漳（1461年—？），字清甫，直隸徽州府歙縣（今安徽歙縣）人。明朝政治人物。

## 生平
應天府鄉試第六十九名舉人，弘治十二年（1499年）己未科進士。授胙城县知縣，擢監察御史。正德初，因反對劉瑾削籍。劉瑾伏誅，正德六年（1511年）吳漳復除江西道御史，巡按北畿，升山東副使。

## 家族
曾祖吴仲祥；祖吴以恭；父吴士永，嫡母江氏，生母何氏。永感下。兄吴淮（监生）。